# Patryk Brzeziński
Patryk Brzeziński, né le 30 octobre 1984, à Poznań, est un rameur polonais.

## Palmarès

### Jeux olympiques
- 2008 à Pékin,  Chine

### Championnats d'Europe d'aviron
- Championnats d'Europe d'aviron 2008 à Athènes,  Grèce
  -  médaille de bronze en huit barré
- Championnats d'Europe d'aviron 2009 à Brest,  Biélorussie
  -  médaille d'or en huit barré